# Вулиця Вітрука (Житомир)
Вулиця Вітрука — вулиця в Корольовському районі Житомира.

## Розташування
Вулиця пролягає в привокзальній та східній частинах міста. Вулиця пролягає на теренах Путятинки — перетинає місцевість з розмовною назвою «Промавтоматика», що сформувалася на осушених землях заплави річки Малої Путятинки — Дмитрівського болота, далі на південь прямує через Східний мікрорайон (що має неофіційну назву Польова, яка своєю чергою ділиться на Верхню Польову та Нижню Польову) — є головною вулицею мікрорайону.
Бере початок від перехрестя з вулицями Вокзальною, Бориса Тена, прямує на південь та завершується перехрестям з Селецькою вулицею. Проходить через Польовий майдан.

## Історія
У другій половині ХІХ століття відома як дорога на Смолянку, що брала початок з дороги на Левків. У 1915 році відома як Табірна вулиця, з'єднувала Левківську вулицю (нині — вулиця Корольова) зі Смолянкою, наприкінці повертаючи на південний захід мала форму дуги. Вздовж ділянки між нинішніми вулицею Корольова й Табірним провулком станом на початок ХХ століття наявні садиби, що у 1920 — 1930-х роках були складовою частиною хутора Леніна Станишівської сільської ради Іванківського району.
У першій половині ХХ століття почало формуватися продовження вулиці на північ, у напрямку залізничного вокзалу, у вигляді путівця складної конфігурації, вздовж якого формувалися окремі садиби, які також належали до хутора Леніна. На мапі 1942 року ця ділянка підписана як Польова вулиця
У 1965 році ділянка від вулиці Корольова до заводу «Промавтоматика» реконструйована з випрямленням конфігурації.
У 1975 році вулиця сформувалася у північному напрямку — до вулиці Вокзальної та до Селецької вулиці у південному напрямку. З кінця 1960-х по 1980-ті рр. зі східного боку вулиці, між вулицями Корольова й Селецькою, здійснювалося будівництво мікрорайону, що отримав назву Східний та сформувався на теренах колишніх дослідних полів Житомирського сільськогосподарського інституту та виробничого поля заводу лікарських рослин, у зв'язку з чим мікрорайон має неофіційну назву Польова.
У 1973 році Польова вулиця перейменована на вулицю Вітрука.